# Agremiação Sportiva Arapiraquense
L'Agremiação Sportiva Arapiraquense, noto anche come ASA de Arapiraca o semplicemente ASA, è una società calcistica brasiliana con sede nella città di Arapiraca, nello stato dell'Alagoas.

## Storia
Il 25 settembre 1952, il club è stato fondato come Associação Sportiva Arapiraquense da imprenditori e autorità cittadine, dopo che il precedente club della città, chiamato Ferroviário de Arapiraca, era fallito. Antônio Pereira Rocha è stato il primo presidente del club.
Nel 1953, l'ASA ha partecipato per la prima volta a una competizione professionistica, il Campionato Alagoano. L'ASA raggiunse la finale, ma il suo avversario, il Ferroviário, si rifiutò di giocare contro l'ASA, e così, l'ASA è stato dichiarato campione dalla Federação Alagoana de Futebol. Questo è stato anche il primo titolo del club.
Il 4 settembre 1977, il club ha cambiato denominazione con quella attuale, Agremiação Sportiva Arapiraquense.
Nel 1979, l'ASA ha partecipato al Campeonato Brasileiro Série A, terminando al 40º posto. A causa della buona stagione del club, è stato soprannominato Fantasma dell'Alagoas (Fantasma das Alagoas, in portoghese).
Nel 1982, il colore verde è stato adottato come uno dei colori del club. Tuttavia, quel colore è stato rapidamente scartato.
Negli anni 2000, il club ha avuto molto successo nel campionato statale, vincendo la competizione nel 2000, nel 2001, nel 2003, e nel 2005. Nel 2000, l'ASA ha partecipato alla Copa João Havelange, venendo inserito nel "Modulo Verde" (che era l'equivalente della terza divisione in quella stagione). Il club è stato eliminato al primo turno. Nel 2001, il club ha partecipato per la prima volta alla Coppa del Brasile. L'ASA è stato eliminato al primo turno dal Vitória. Nel 2002, l'ASA ha partecipato di nuovo alla Coppa del Brasile. Al primo turno, il club ha sorprendentemente eliminato il Palmeiras, ma è stato eliminato al secondo turno dal Confiança. L'ASA è stato finalista del Campeonato Brasileiro Série C nel 2009, perdendo la finale con l'América-MG.

## Colori e simboli

### Colori
I colori del club sono il nero e il bianco, che sono gli stessi colori del defunto Ferroviário de Arapiraca.

### Simboli ufficiali

#### Inno
Il testo dell'inno ufficiale dell'ASA è stato composto da Pedro de França Reys, e la musica da Jovelino José de Lima.

#### Mascotte
La mascotte del club è il personaggio Disney Macchia Nera. Che in Brasile è noto come Mancha Negra.

## Strutture

### Stadio
L'ASA gioca le partite casalinghe all'Estádio Municipal Coaracy da Mata Fonseca, che ha una capacità massima di 12 000 posti.

## Palmarès

### Competizioni statali
- Campionato Alagoano: 7

1953, 2000, 2001, 2003, 2005, 2009, 2011
- Copa Alagoas: 3

2015, 2020, 2021

### Altri piazzamenti
- Campeonato Brasileiro Série C:

Secondo posto: 2009
- Campionato Alagoano:

Secondo posto: 2025
Terzo posto: 2014
- Copa do Nordeste:

Finalista: 2013